# Boninthemis insularis
Boninthemis insularis – gatunek ważki z rodziny ważkowatych (Libellulidae); jedyny przedstawiciel rodzaju Boninthemis. Endemit należącego do Japonii archipelagu Ogasawara (dawna nazwa Bonin).